# 桜もこ
桜 もこ（さくら もこ、1991年3月19日 - ）は、日本のアイドル、アパレルブランド「mococo」のブランドプロデューサー、またアパレルブランド「amule」のブランドオーナーでもあり、実業家である。元AV女優で、女優時代はオールプロ所属、ワンズダブル業務提携。

## 経歴
2017年9月29日、『つんく♂プロデュースの人気アイドル 桜もこ「衝撃のヘアヌード！』の見出しで、FRIDAY（2017年10月13日号）の袋とじ企画において、ヘアヌード初公開。
2017年11月1日、「外神田のアイドル」の肩書で「MUTEKI」からデビュー。
デビュー以前は外神田地域でアイドル活動をしており、デビュー作『FUCK STAGE』は当時の活動にかけてある。デビュー時の抱負は「お風呂のような存在になりたいです」。前述のようにAVデビュー当時は所属グループ名をぼかしていたが、2021年時点では「バクステ外神田一丁目」であったことを明かしている。
2018年1月「kawaii*」へと専属契約元を移籍。
2018年3月14日、三上悠亜、松田美子を加えた3人で「HONEY POPCORN」を結成。韓国でミニアルバム『ビビディバビディブ』を発売し歌手デビューする。
同年、DMMアダルト・アワード2018 新人女優賞ノミネート。
2018年6月29日より恵比寿マスカッツ1.5に研修生として加入。2018年8月24日、恵比寿マスカッツ正式メンバーに昇格。
2020年6月19日、講談社・ミスiD2021にエントリー。カメラテスト進出。10月3日、セミファイナリスト進出。
2021年11月9日、FANZA・VR動画5周年キャンペーン2021・VRセクシー戦士（kawaii*担当）就任。
2022年にはメタバースや暗号資産などの広報プロジェクト「Meta Girls」（メタガールズ）に天川そら、広瀬なるみ、七瀬アリスとともに参加。2023年1月18日に初のリアルイベントを開催。 
2022年8月13日、恵比寿ガーデンホールにて行われた「第2世代恵比寿マスカッツ真夏の卒業式」をもち恵比寿マスカッツを卒業（メンバー全員が卒業する事実上の解散）。
2023年3月より専属メーカーを本中へと移籍。また6月にはアタッカーズの専属女優になったことを自身のSNSで報告した。
2023年8月3日、品川・GOTANDA G6で行われた「LADY MADONNA ANNEX」に稲森美優とのコンビで出演。
2023年12月10日、アパレルブランド『mococo（モココ）』のプロデューサー、ディレクターとして活動開始。
2024年3月20日、AV女優業引退を発表した。同年6月、タレントの茜さやと共に制作プロダクション・温泉美人を設立。

## 人物
- 一部媒体では出身地をもこもこ星としている[24]。
- 印象に残る女優は、デビュー前から見ていた湊莉久、憧れは三上悠亜[25]。
- 「恵比寿マスカッツ 真夜中のワイドショー」2018年12月20日配信分において学力テスト33位（最下位）で「平成最後の果てしないバカ」に決定[26]。罰ゲームとして伊勢神宮ヒッチハイクの旅が課せられた[26]。
- 台本は音読し、それを録音して覚えている。登場人物全員分を声色変えて読んでおり、合間に愛犬との会話が挟まる混とん状態であるため、深田えいみ、七ツ森りりらに録音を送った際、「元気が出る」と喜ばれた[27]。

## 作品

### アダルトビデオ -DVD-
- FUCK STAGE（11月1日、MUTEKI）

- 電撃移籍 kawaii*専属デビュ→ 外神田の人気No.1アイドル 桜もこエロス覚醒3本番（2月7日、kawaii*）(監督:もんちゃん)
- 本物アイドル 桜もこ初イキSEX 初体験潮吹き絶頂スペシャル（3月7日、kawaii*）(監督:ザック荒井)
- 僕と目が合うと膣キュンして密着イチャイチャ誘惑してくる本物アイドルの妹 桜もこ（4月7日、kawaii*）(監督:キョウセイ)
- 本物アイドル 桜もこ ヌケる鉄板あるある誘惑シチュエーション ヲタコス6変化!（4月25日、kawaii*）(監督:TAKE-D)
- 本物アイドル‘‘桜もこ’’舌を絡ませベロチュー三昧 涎汗潮まみれの体液ダラダラ濃密ベロキス性交3本番（5月25日、kawaii*）(監督:X)[28]
- イッた直後も突かれまくってイカされまくる本物アイドルが初めて絶頂の向こう側を味わう連撃ピストンSEX（6月25日、kawaii*）(監督:K*WEST)
- 本物アイドルが全力で超密着ご奉仕 最高級ソープランド（7月25日、kawaii*）(監督:キョウセイ)
- ぶっかけ解禁! 即尺おしゃぶり大好き舐めまわしアイドルメイド（8月25日、kawaii*）(監督:	赤井彗星)
- 満員通学バス痴漢 バレるのが嫌で声も出せずイカされまくる鬼畜輪姦レ●プ（9月25日、kawaii*）(監督:	赤井彗星)
- 中年男と出会ったその日に狂ったようにハメまくる変態ケダモノSEX（10月25日、kawaii*）(監督:紋℃)
- 人生初大乱交! イッてもイッても狂ったように求め合うチ●ポ20本連撃ピストンFUCK（11月25日、kawaii*）(監督:X)
- 学園祭ダブルNTR ～大好きだった幼馴染を二人同時に寝取られた話～（12月25日、kawaii*）(監督：タイガー小堺)

- kawaii*デビュー1周年記念 総勢20人一般ユーザー初解禁 桜もこファン感謝祭3時間スペシャル（1月25日、kawaii*）(監督・ZAMPA)
- メチャクチャにレ●プした直後に同じアイドルを追撃輪姦レ●プ（2月25日、kawaii*）(監督:豆沢豆太郎)
- 常に乳首責めで連続射精させちゃう小悪魔チチクリ痴女（3月25日、kawaii*）(監督:五右衛門)
- 巨根×ポルチオ開発 Gスポット膣中オーガズム調教（4月25日、kawaii*）(監督:X)
- 嫁が帰宅するまでの空白の1時間再婚相手の娘を毎日犯しています。（5月25日、kawaii*）(監督:前田文豪)
- 1カ月間セックス禁止した後のムラムラ限界で自らチ●ポに跨り腰を振って振って振りまくりビクンビクン好き勝手イキまくる絶倫騎乗位 桜もこ（6月25日、kawaii*）(監督:イナバール)
- 真面目で無愛想な文系女子にささやき淫語で挑発されていつも放課後ねっちょり弄ばれた僕（7月25日、kawaii*）(監督:KC武田)
- 生徒にメチャクチャに犯されなおも追撃輪姦され22発ザーメン漬けにされた新任女教師（8月25日、kawaii*）(監督:ザック荒井)
- ごっくん解禁 超濃厚白濁ザーメン21発 ちんしゃぶネバスペ精飲スペシャル（9月25日、kawaii*）(監督:イナバール)
- 無口で地味な姪っ子とじっとり汗ばむ肉体を密着させがむしゃらに貪り弄りあった畳と精液と背徳な匂いが漂う夏休みの陰湿性交（10月25日、kawaii*）(監督:K*WEST)
- 外神田の本物アイドル初共演! レズキス初挑戦! 禁断の超密着サンドイッチ逆3P 夢のラッキースケベ5シチュエーション!（11月25日、kawaii*）(監督:タイガー小堺)
- はじめての中出し解禁♪人生初のノンストップ10連発SEX（12月25日、kawaii*）(監督:TAKE-D)

- 昔から大嫌いだった叔父に中出しされて… ～無理やり犯され続けた2日間の全記録～（1月25日、kawaii*）
- 美乳の彼女が巨漢センパイに圧迫固定で寝取られ中出しされた時の話です（2月25日、kawaii*）
- 彼氏が接客している数分間、バイト先の全員から時短種付けされています…（3月25日、kawaii*）
- 本物アイドルと聖地で、ひたすら中出し性交（4月25日、kawaii*）
- 最高の恋人と最初で最後の一泊二日 中出し温泉不倫旅行（6月25日、kawaii*）
- ゲリラ豪雨で学校から帰れなくなった女子生徒と変態教師が2人きりに…ストーカーおやじに何度も犯され中出しレ○プされた夜（7月25日、kawaii*）
- 気持ち良すぎて中出しされても腰を振り続ける下品な白濁汁垂れ流し騎乗位（8月25日、kawaii*）
- 相部屋中出しNTR 彼氏の目の前で絶倫上司に初めて種付絶頂を教え込まれた出張先の夜（9月25日、kawaii*）
- 1分間も我慢出来ない後輩女子のイジワル痴女手コキ（10月25日、kawaii*）
- 姪調教 最愛の姪っ子を独占したい…嫉妬心にかられた伯父の監禁種付け粘着レ×プ（11月25日、kawaii*）
- 久しぶりに会った義妹（妻の妹）は神出鬼没でボクのことをノーパンミニスカ誘惑。 滞在中の3日間家の至るところで襲われ中出しセックス強要してくる絶倫制服女子（12月25日、kawaii*）

- 朝までサービス残業とパワハラ種付け強要された私は…（1月25日、kawaii*）
- 隣人のゴミ部屋で異臭中年おやじに抜かずの連撃中出し46発で孕まされた制服女子の末路…（2月25日、kawaii*）
- 独裁経営ワンマン社長の幼妻を社畜の俺が社長が不在の３日間、焦らしキメセクで完堕ちさせて復讐NTRしてやりました。（3月25日、kawaii*）
- 大嫌いな上司に勤務中ずっと舐めじゃくりご奉仕させられたおしゃぶりOLの末路…（4月25日、kawaii*）
- 唾液が多すぎるキモ医院長に舐め犯●れ堕ちた白衣の天使（5月25日、kawaii*）
- 鬼畜オイルマッサージ店で監禁されフルコース施術で種付けまでされメス堕ちした受付嬢（6月25日、kawaii*）
- アオラレ 危険運転者に抜かずの連撃中出しされた免許取りたて女子大生の末路（7月25日、kawaii*）
- 愛する夫の負債で闇金業者の違法な取り立てに中出し返済させられた借金妻（8月25日、kawaii*）
- 初めてのソロCAMP△で教え魔キャンパーに犯〇れて…（9月7日、kawaii*）
- 義妹の密着と乳首イジリが過激すぎて精子カラカラになるまでハメてしまったんだが…（10月5日、kawaii*）
- オレの言うことなんでも聞く従順なタダパコ姪（11月2日、kawaii*）
- 大嫌いなアンタの大切な妹を憂さ晴らし種付けレ×プしました（12月7日、kawaii*）

- 金玉カラ欠になるまで密着ヌキしてくれて小悪魔アイドルと内緒でヤレる回春メンズエステ（1月4日、kawaii*）
- いいなり種付けドMメイド孕ませ躾（2月1日、kawaii*）
- オナ禁させて精子満タンなドMくんのお宅へ突撃訪問! 桜もこが最高に気持ちイイ射精へ導く13発ドッピュン（3月1日、kawaii*）
- 「彼氏とのエッチじゃイケないんだよね…」 相談に乗ってくれた幼馴染の巨根がヤバいくらい気持ちよくて…（4月5日、kawaii*）
- 神出鬼没でひたすら生ハメに明け暮れる俺専用ヤリマンオナペット（5月3日、kawaii*）
- 酔わせてハメてナマ中出し おっさんたちの肉便器アイドルもこ 肉オナホ会員 NO.001（6月7日、kawaii*）
- 秘書課のワケありメタボ上司に出張先ホテルで密室パワハラされる相部屋中出しレ×プ（7月5日、kawaii*）
- DQNのトサカ兄弟に川の字で挟んで●された2日間（8月2日、kawaii*）
- 生徒の乳頭に媚薬を塗り乳首いじりっぱなし脳バグ膣イキキメセク健康診断（9月6日、kawaii*）
- 親友にダマされ万引き犯にさせられカラダで償わされる身代わり中出し制裁（10月4日、kawaii*）
- ドMのお客さんを焦らし寸止め密着プレイで何度も射精させちゃうイメクラ風俗パラダイス（11月1日、kawaii*）

- 甘サドロリィタちゃんに映えるラブホで写真撮りたいの!と連れ回し小悪魔中出しデート ねっちょり着衣のままパコられ犯される!（3月21日、本中）
- 種付けされた後の制服射精で2度汚す連射マーキングNTR（4月18日、本中）
- おじさんと浴衣＆制服デート ダンディなおじさん、普通のおじさん どっちがいいの? おじさん達が本気で考えたプランでいちゃいちゃ浅草デートして、最後に中出ししたい相手を決めてッ! 予想不明のガチンコドキュメント中出しSEX（5月16日、本中）
- 潜入捜査官、堕ちるまで… 淫虐の深淵（7月4日、アタッカーズ）
- 上京まもない女子社員は、やがて激しく犯される。（8月1日、アタッカーズ）
- お父さん、ごめんね。 淫らに成長した私を許して…（9月5日、アタッカーズ）
- 美しく成長したいとこのあきちゃんを引きこもりニートに成り下がった俺の汚部屋に監禁した話。（10月3日、アタッカーズ）
- 田舎出身の冴えないオレが、女子専用シェアハウスで1週間限定 夢のハーレム生活!（11月7日、アタッカーズ）
- 調教志願 オジサン、いじめてください。（12月5日、アタッカーズ）

- 強欲レズ姉妹の純情処女メイド争奪戦（2月6日、アタッカーズ）
- 部下が思い出作りをしたいからと再婚間近の僕に迫ってきた話（3月5日、アタッカーズ）

### アダルトビデオ -VR-
- 本物アイドルに至近距離で見つめられながら焦らしに焦らされまくった直後のひたすら超濃厚ベロキスSEX（2018年12月21日、kawaii*）
- 幼馴染から女子校の文化祭に招待された僕 耳かきリフレでトリプル手コキ!? セーラー服メイド喫茶でハーレムパイズリ!? 打ち上げは僕のチ●ポ争奪パコパコ乱交!?（2019年11月21日、kawaii*）
- 夏休み海の家でアルバイトしていた僕 台風で電車が止まり遊びにきていた女子大生7人と雑魚寝することに… ほろ酔い気分でエッチな雰囲気になり夜な夜なハメまくったあの日（2019年12月22日、kawaii*）
- あの日の放課後、ホントはナマでする覚悟できてたんだよ 同窓会で再会したキミと夜の学校に忍びこんで、あの時できなかった中出しをした。（2023年9月20日、本中）
- 男をダメにする【全肯定】甘やかしナースのいるクリニック VRを見ながら同時射精できるポイント詰め込み12発!（2024年6月17日、本中）

### アダルトビデオ -総集編・オムニバス-
- 桜もこ kawaiiデビュー1周年記念☆転生した本物アイドル8時間Special（2019年2月25日、kawaii*）

- 桜もこ最新11タイトル収録の怒涛の8時間SPECIAL（2月25日、kawaii*）
- アイドルを犯し続けるメス堕ちレ●プBEST 桜もこ（11月25日、kawaii*）

- 桜もこ3周年！ 最新32タイトル全部見せます濃厚SEXスペシャル（1月25日、kawaii*）
- 桜もこデビュー4周年 花ざかり今が満開 最新11タイトル厳選8時間BEST（12月7日、kawaii*）

### イメージビデオ
- 僕のお嫁さんは桜もこ（2018年5月30日、JUICY HONEY） - 後述番組のパッケージ化
- 風のゆくえ / 桜もこ（2022年10月28日、INTEC Inc）

## 出演

### テレビ
- みこもこTV（2017年11月2日 - 2018年12月4日、エンタ!959）
- 今日のあまつか #32（2018年1月、エンタ!959）
- 僕のお嫁さんは桜もこ（2018年4月3日、エンタ!959）
- Sweet Angel #92 桜もこ（2018年11月3日、MONDO TV）
- まこりんレディオ（2020年1月4日、エンタ!959）
- セクシー女優カラオケグランプリ  ～キラキラした思い出を添えて～（2021年3月31日、BSスカパー）[29]
- 架乃ゆらのLOVE昭和（2021年5月5日、エンタ!959）
- もう!バカリズムさんの超H! #37（2022年9月26日、フジテレビONE）

### オリジナルビデオ
- 隣人不倫 禁断の誘い（2023年8月2日、Breeze）栞役[30]
- ミッドナイト・シンデレラ3 夜のワタシは小アクマ妖艶美女♡（2023年12月6日、ネクスタシーEX、シネマファスト）- 心優役[31]

### 映画
- さあやとこはる 〜forever and ever〜（2023年、オーピー映画） - 遠藤雪 役[32]
- 料理教室 もうすぐ妻が帰ってきます（2023年、Breeze）

### ウェブテレビ
- のぞき見ちゃん ―ゲーム女子のぞき見ちゃんねるー（2020年6月30日 ‐2023年3月30日、YouTube・のぞき見ちゃんねる）[33]
- 志村&鶴瓶のあぶない交遊録 大最終回スペシャル（2021年1月2日、ABEMA） - リモート美女・もこもこ 役　※テレビ朝日でもダイジェスト放送
- カチコチTV（2021年3月12日、3月19日、FANZA見放題chライト）
- ゴッドタン 第2回セクシー女優愛確かめ選手権（2022年9月17日、Paravi）[34]
- オンナたちの告白 ～佐智子～（2023年9月、「オンナたちの告白」製作委員会） - 佐智子役[35]

### ラジオ
- ラジオのアナ〜ラジアナ/深夜3時のヒロイン（2023年1月5日、1月12日、FM NACK5）

### イベント
- 桜もこバースデー（2019年3月21日、ガムランボール新宿靖国通り店）
- 「しみけん舟券！勝負は真剣！」公開収録イベント（2019年8月21日、ボートレース江戸川）しみけん、永島知洋によるボートレース江戸川のYoutube番組に、松田美子と共にゲスト出演。現在配信中。

### ライブ
- 「ミルジェネ新年会2019」（2019年1月15日、新宿BLAZE）
- 「MilGene Premium Live 9（ミルジェネプレミアムライブナイン）」（2019年6月11日、初台DOORS）
- 「楽演祭 vol.10 夏休み最後のバカ騒ぎSP」（2019年8月28日、池袋LiveinnROSA）
- 「ミルジェネソニック！2019」（2019年9月25日、新宿BLAZE）
- 「LADY MADONNA 拡大版」（2019年10月24日、川崎クラブチッタ）
- 「LADY MADONNA ANNEX」（2023年8月3日、GOTANDA G6）[36]

### ゲーム
- 新宿スカウトバトル（2019年12月2日、DMM GAMES）- 地下格闘場『ヴィーナスバウト』の格闘家・桜役[37]
- 社長と美女たちの二重奏（2024年3月6日[38]、CREAM SOFT）- さくら 役[39]

### キャスト
- はねやすめ(横浜市)

## 書籍

### 写真集
- らぶぱら 桜もこ（2018年4月21日、竹書房、撮影：マキハラススム）ISBN 978-4-8019-1453-7 [40]
- もこ色すとーりー 桜もこ写真集（2022年10月25日、ジーウォーク、撮影：太田清隆）ISBN 978-4-86717-498-2

### ポーズ集
- スーパー・ポーズブック バラエティ編7 Pretty (コスミック・アート・グラフィック)（2018年5月21日、コスミック出版、撮影：KANJI、監修：島本耕司）ISBN 978-4-7747-9146-3

### デジタル写真集
- Happy Chance!（2018年4月13日、GRAPHIS、撮影：KOTA.YANAGISAWA）
- LIMITED EDITION（2018年5月2日、GRAPHIS、撮影：KOTA.YANAGISAWA）
- CALENDER/日めくりカレンダー（2019年3月19日、GRAPHIS、撮影：KOTA.YANAGISAWA）
- ＃Escape 桜もこ（2021年5月7日、ジーオーティー、撮影：manimanium）
- Count sheep【Nap】桜もこ（2021年6月18日、ジーオーティー、撮影：羊肉るとん）
- Count sheep【Sleep】桜もこ（2021年6月18日、ジーオーティー、撮影：羊肉るとん）
- トリックorセクシーハロウィンキャンペーンキュートでエッチなSpecial PhotoBook（2021年10月1日、FANZA BEAUTY COLLECTION、撮影：羊肉るとん）- FANZA「トリックorセクシー ハロウィンキャンペーン 2021」キャンペーンガールによるデジタル写真集。
- れいむ 桜もこ vol.01～vol.04（2022年11月7日、ジーウォーク、撮影：太田清隆）
- 温泉美人　桜もこと行く魅惑の温泉: プライベート感あふれる温泉入浴シーンを覗いて！（2024年5月28日、温泉美人、撮影：大黒敬太）

## 製品

### トレーディングカード
- ジューシーハニー コレクションカード THE DELUXE 2018 三上悠亜 & 松田美子 & 桜もこ & 桃乃木かな（2018年8月26日、株式会社ミント）

### カレンダー
- 桜もこ 2024年カレンダー（2023年11月18日、Saint）

### その他グッズ
- 【桜もこ】Play Boys ＆ Girls（2021年5月7日、fempass beV）※ステッカー三種セット
- 【桜もこ】FCS ＆ PORN Tee（2021年5月7日、fempass BeV）※Tシャツ
- 【桜もこ】irogoto Longsleeve（2021年5月7日、fempass BeV）※ロングスリーブTシャツ

## 外部サイト
- 桜もこ (@moko_sakura3) - X（旧Twitter）
- 桜もこ (@mokochan319) - Instagram
- 桜もこ（さくらもこ）美少女続々デビュー中！AVメーカー【kawaii*】公式サイト - ウェイバックマシン（2021年11月21日アーカイブ分）
- HONEY POPCORN (@HONEYPOPCORN1) - X（旧Twitter）（2018年2月26日 - ）（日本語）（朝鮮語）
- 桜もこ 期間限定ブログ（2018年3月14日 - 5月20日）
- 桜もこ（さくらもこ） | 恵比寿マスカッツ公式サイト